# Сант-Иньяцио
Сант-Иньяцио, полное название: Церковь Святого Игнатия Лойолы на Марсовом поле (итал. La chiesa di Sant'Ignazio di Loyola in Campo Marzio) — церковь ордена иезуитов в Риме, посвященная святому Игнатию Лойоле, основателю и небесному покровителю ордена иезуитов, канонизированному в 1622 году. Выдающийся памятник истории и архитектуры стиля римского барокко, или «стиля контрреформации». Церковь находится на площади Святого Игнатия (итал.  Piazza Sant'Ignazio) на бывшем Марсовом поле в центре города, недалеко от римского Пантеона.

## История
Церковь была построена на месте древней церкви Благовещения (La сhіеѕa dell’Annunziata), которая стала слишком тесной для учащихся расположенного рядом иезуитского коллегиума (Collegio Romano), основанного в качестве Института иезуитов (Compagnia di Gesù) Игнатием Лойолой в 1534 году. Строительные работы начались в 1626 году на средства кардинала Людовико Людовизи, племянника папы Григория XV. Проект разработал архитектор Карло Мадерна под руководством архитектора и математика, профессора коллегиума иезуитов Орацио Грасси.
В некоторых источниках упоминается конкурс, объявленный Обществом Иисуса на лучший проект церкви, и об участии в этом конкурсе Доменикино, а также о постоянном вмешательстве в проектирование иезуитов через О. Грасси. Новое здание должно было использоваться не для публичных богослужений, а предназначалось для студентов коллегиума, их религиозного воспитания и обучения в духе Контрреформации, и поэтому не должно было иметь частных капелл и алтарных картин, посвящённых местным святым. Это, в частности, объясняет особые требования заказчиков и трудности с выбором проекта.
В 1632 году скончался кардинал Людовизи, но храм ещё не достроили. Иезуиты чувствовали себя побеждёнными своими соперниками, ораторианцами, у которых появились выдающиеся произведения искусства в стиле барокко: фреска Пьетро да Кортона на плафоне сакристии их церкви и здание Ораторио-дей-Филиппини постройки Франческо Борромини, а также огромная базилика Сант-Андреа-делла-Валле, церковь Санта-Мария-ин-Валичелла (Киеза Нуова). Новая церковь иезуитов должна была превзойти все предыдущие достижения.

## Архитектура
Архитектурный проект церкви в разные годы приписывали разным архитекторам, работавшим в первой половине XVII века в Риме: Доменикино, Джироламо Райнальди. Главный фасад церкви приписывали Алессандро Альгарди. Однако установлено, что фасад построен по проекту Орацио Грасси (1620—1621).
Фасад церкви Сант-Иньяцио возведён по образцу ранее сооружённой другой церкви ордена иезуитов — Иль Джезу (1568—1580): два яруса, симметрия, волюты по сторонам, треугольный фронтон, сочетание пилястр и полуколонн, раскрепованный антаблемент. Однако в фасаде Сант-Иньяцио сильнее выражена барочность: скульптурность, рельефность деталей и раскреповок. Архитектура обеих главных иезуитских церквей Рима характерна для переходного ренессансно-барочного стиля, который позднее, после постановлений Тридентского собора, стали именовать «стилем контрреформации», «стилем иезуитов», или «трентино». Фасады обеих построек стали каноническими образцами и для других конгрегационных римских церквей. Ещё одним образцом для контрреформационных храмов стала построенная намного ранее церковь Сант-Андреа в Мантуе (проект Л. Б. Альберти 1470 года).
Схожи и планы обеих церквей, соответствующих решениям Тридентского собора: один широкий неф с капеллами (по три с каждой стороны), перекрытый цилиндрическим сводом, трансепт не выделен из общего объёма, поэтому воспринимается как средокрестие церкви. Церковь длиной 81,5 м и шириной 43 м имеет форму латинского креста с апсидальным пресбитерием. По сторонам имеются капеллы (по три с каждой стороны, окончания трансепта также оформлены в качестве дополнительных капелл.

## Интерьер

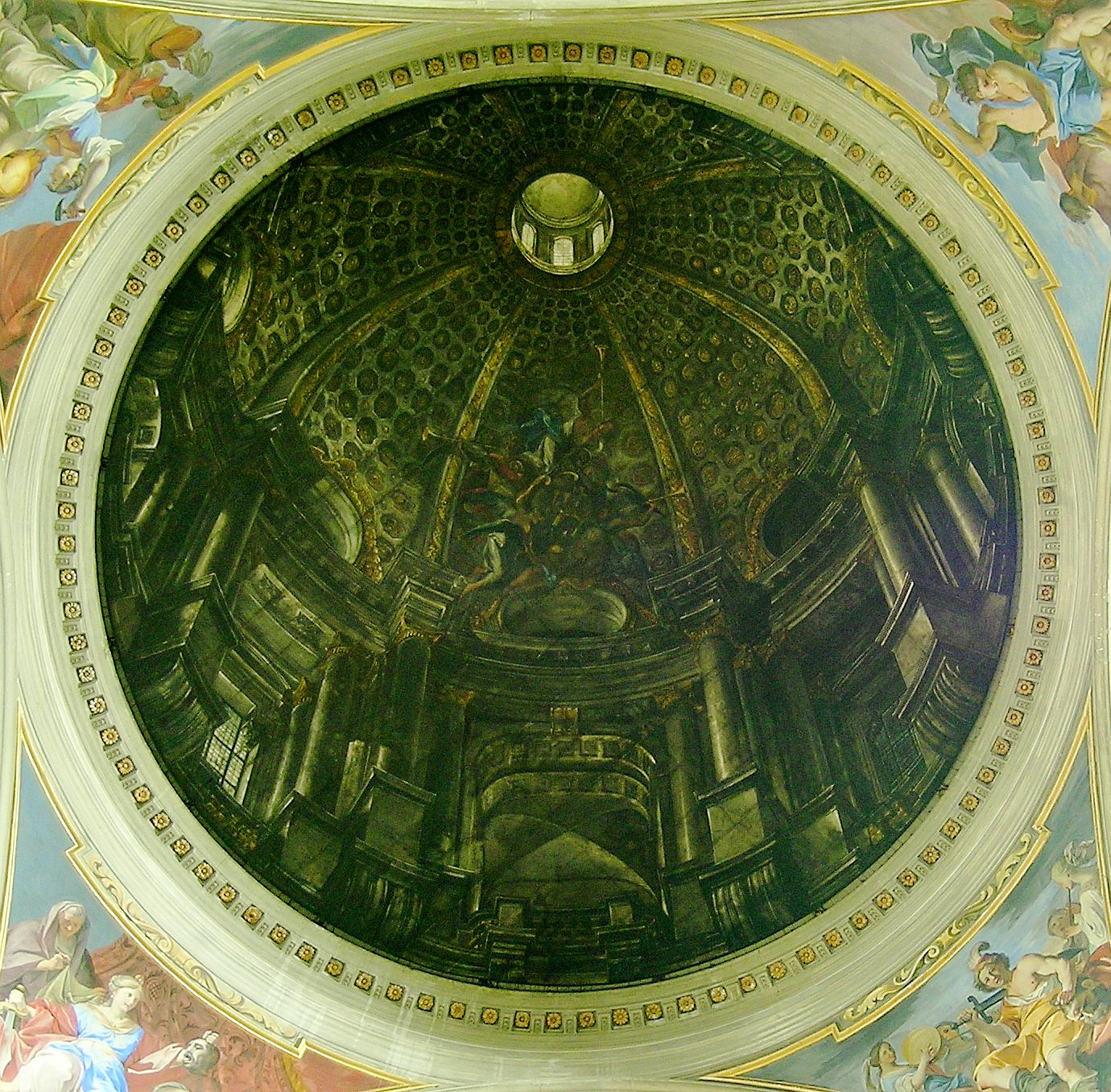
А. Поццо. Имитация купольного свода в церкви Сант-Иньяцио со сценой вознесения Св. Игнатия

Самое знаменитое произведение церкви и шедевр искусства барокко — роспись «перспективного плафона», осуществлённая архитектором и живописцем, членом ордена иезуитов Андреа Поццо в 1691—1694 годах: «Апофеоз Святого Игнатия». Тема композиции — обожествление, вознесение главы ордена иезуитов Игнатия Лойолы на небо.
Искусство барокко открыло жанр перспективных плафонных росписей, известных под оригинальным названием (итал. pittura di sotto in sù  — «живопись под потолок», или «снизу вверх»). «Перспективные» росписи с иллюзией невероятного пространства позволяли устранять материальные ограничения: зрительно «прорывать» плоскость стены или потолка, игнорировать обрамления, конструктивные членения архитектуры либо создавать из них новые, иллюзорные. Типичными стали живописные композиции, на которых изображены «обманные» архитектурные детали, создающие незаметный глазу переход от реальной архитектуры к вымышленной, придуманной живописцем. Потолок или поверхность купола позволяли создавать средствами живописи иллюзионистические декорации колоннад и арок, уходящих ввысь, и «открывать небо», как в гипетральных храмах (др.-греч.  ὕπαιθρον  — под открытым небом) античности, с парящими в небе фигурами ангелов и святых, повинующихся не законам земного тяготения, а фантазии и силе религиозного чувства.

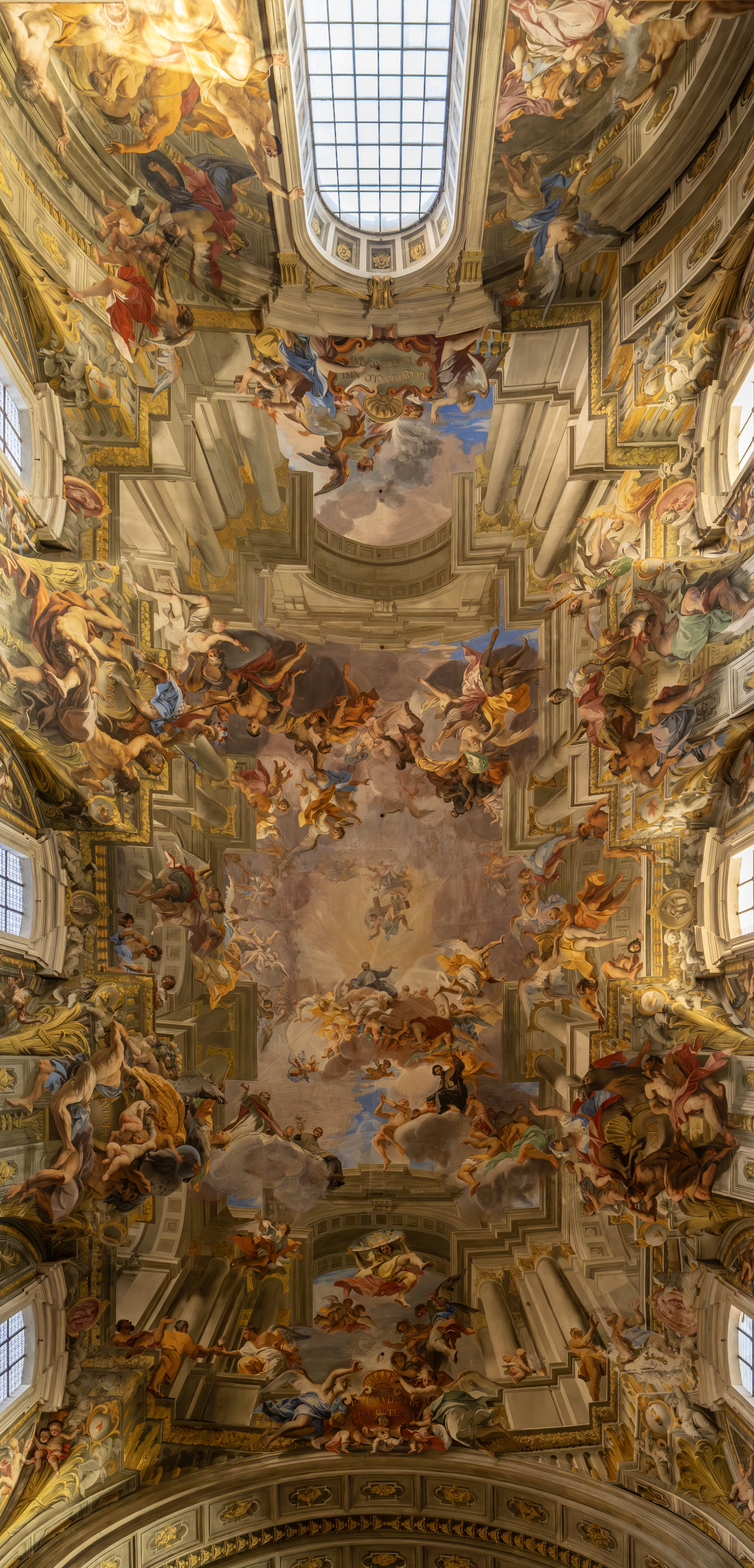
А. Поццо. Слава Святого Игнатия. Роспись плафона. 1691—1694

Роспись свода нефа посвящена небесной Славе основателя ордена: Gloria di Sant’Ignazio (1691—1694). Композиция прославляет миссионерскую деятельность ордена иезуитов во всех частях света. Поццо трактует тему в воинственном ключе, присущем духу Контрреформации — вместо традиционных евангелистов и Отцов церкви художник изобразил победоносных воинов, героев Ветхого Завета: Юдифь и Олоферна, Давида и Голиафа, Иаиль и Сисару, Самсона и филистимлян.На фреске нефа небесный свет, исходя от Бога-Отца через Бога-Сына, падает на Святого Игнатия и, разбиваясь на четыре луча, озаряет четыре континента. Следующий луч освещает имя Иисуса. Так Поццо иллюстрировал слова Христа: «Огонь пришел Я низвесть на землю, и как желал бы, чтобы он уже возгорелся!» (12:49) и Игнатия Лойолы: «пойдите и зажгите всё». В центре плафона видна фигура Святого Игнатия, в прорыве облаков возносящаяся к небу. Предполагается, что в процессе работы Андреа Поццо использовал трактат «Иконология» Чезаре Рипы для изображения четырёх сторон света — Европы, Азии, Африки и Америки.
Андреа Поццо был не только живописцем и архитектором, но также математиком, геометром и астрономом. Для росписи потолка он использовал сконструированные им же проекционные фонари, позволявшие переносить на плоскость нарисованные в эскизах архитектурные детали и фигуры в нужных ракурсах. В итоге возникает полная, хотя и несколько навязчивая, искусственная, иллюзия перспективного схождения линий в центральной точке свода. При этом оптимальное положение зрителя отмечено металлической пластиной, вмонтированной в пол нефа.
В этой же церкви А. Поццо создал роспись иллюзорного «купола». У церкви, освящённой ещё в 1642 году, из-за недостатка средств так и не был возведён купол. Андреа Поццо на холсте диаметром 17 метров создал мастерскую иллюзию, так, что зритель, находясь в церкви, видит свод несуществующего купола с изображением Апофеоза Святого Игнатия. Наилучшая точка обзора также отмечена на полу нефа. В нефе церкви экспонируется макет этой же церкви, созданный по расчётам Поццо. На макете барабан с куполом, нарисованным художником на плафоне, сделан в реальном объеме. Таким образом возникает своеобразная инверсия: иллюзорное изображение на поверхности воплощается на макете в действительном пространстве.
В апсиде представлены сцены из жизни Святого Игнатия, написанные Андреа Поццо между 1685 и 1688 годами: в центре «Видение Святого», в конхе апсиды — Святой Игнатий исцеляет жертв чумы. В этой фреске Андреа Поццо реализовал свою перспективную виртуозность с эффектами квадратуры: ему удалось изобразить воображаемую архитектуру с четырьмя колоннами на вогнутой поверхности. Впоследствии, между 1698 и 1701 годами, Андреа Поццо написал на левой стене апсиды «Миссию святого Франциска Ксаверия в Индии», а на правой — изобразил святого Игнатия, приветствующего святого Франсиско Борджа в Обществе Иисуса.
В интерьере храма имеются и другие произведения искусства: на контрфасаде (внутренней стене фасада) расположены две статуи работы Алессандро Альгарди, изображающие «Религию» и «Великолепие». Во второй капелле справа (капелла Св. Иосифа, или Сакрипанте, проект архитектора Николо Микетти), алтарь с образом Святого Иосифа работы Франческо Тревизани. Алтарь правого трансепта работы Андреа Поццо украшен изображением Святого Людовика Гонзага работы Пьера Легро, французского скульптора, работавшего в Риме. В Капелле Людовизи находится надгробие папы Григория XV работы П. Легро и четыре статуи добродетелей работы Камилло Рускони; далее, в левом приделе — огромная статуя Святого Игнатия работы Рускони и многое другое.
В церкви имеются захоронения нескольких святых Общества Иисуса: Луиджи Гонзага, Роберто Беллармина, Джованни Берхманса. Ещё одно тело, сохранившееся в Сант-Игнацио, — это тело отца Феличе Марии Каппелло (1879—1962), прозванного «исповедником Рима», иезуита и профессора Папского григорианского университета; дело его беатификации открыто.
В церкви находится орган, построенный Папской органной фабрикой Тамбурини в Креме в 1935 году взамен другого предыдущего, увеличенного в 1905—1906 годах Карло Вегецци-Босси; этот орган был построен в 1888 году органостроителем Пасифико Инзоли, вдохновленным новым органом Мореттини из Сан-Джованни-ин-Латерано, и имел 37 регистров, 3 клавиатуры и педаль. Нынешний инструмент, расположенный на двух боковых стенах апсиды над специальными хоровыми партерами с барочными балюстрадами, имеет три клавиатуры и вогнуто-радиальную педаль, 53 регистра.

## Галерея

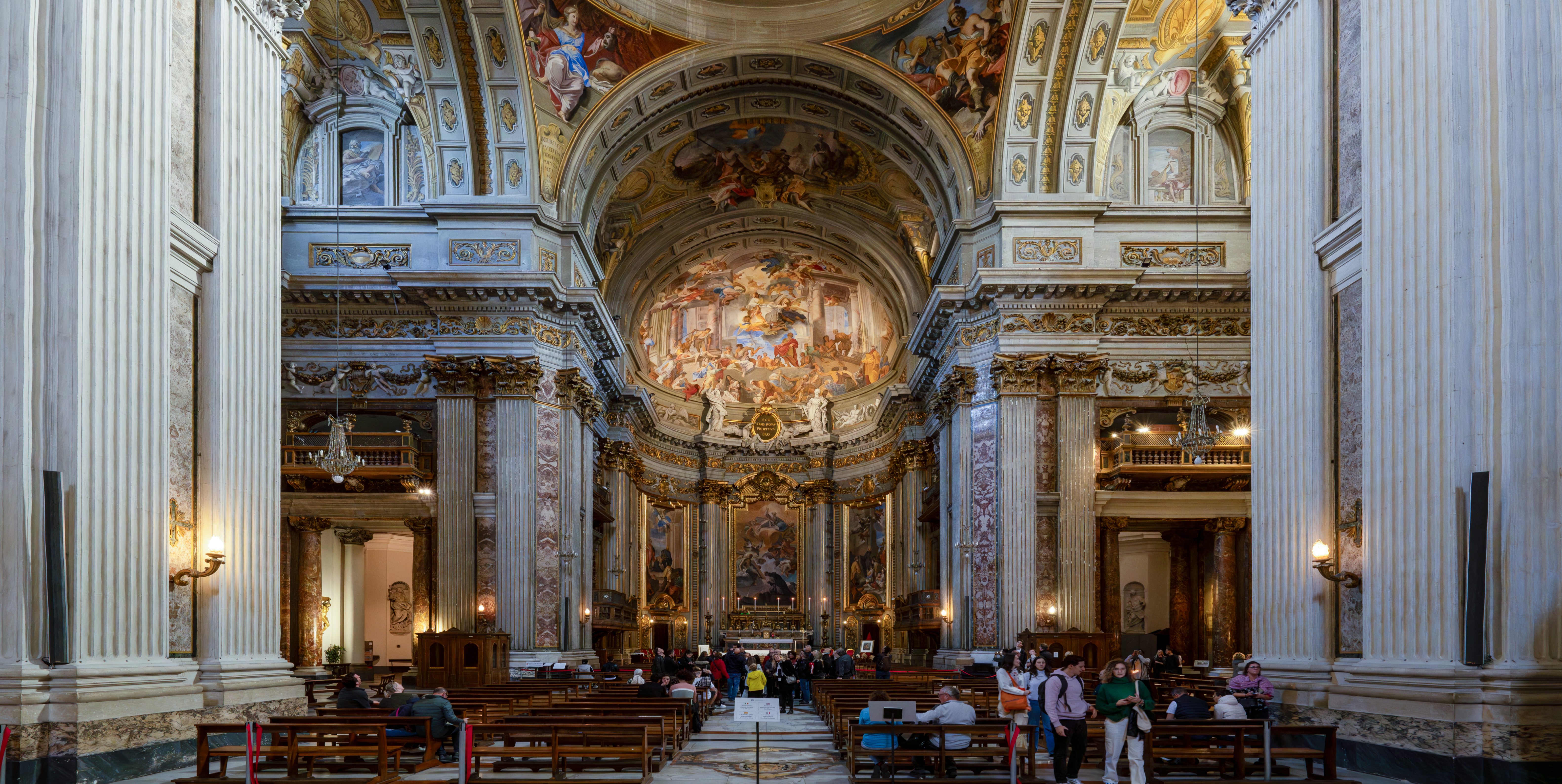
Интерьер. Вид на пресбитерий и главный алтарь
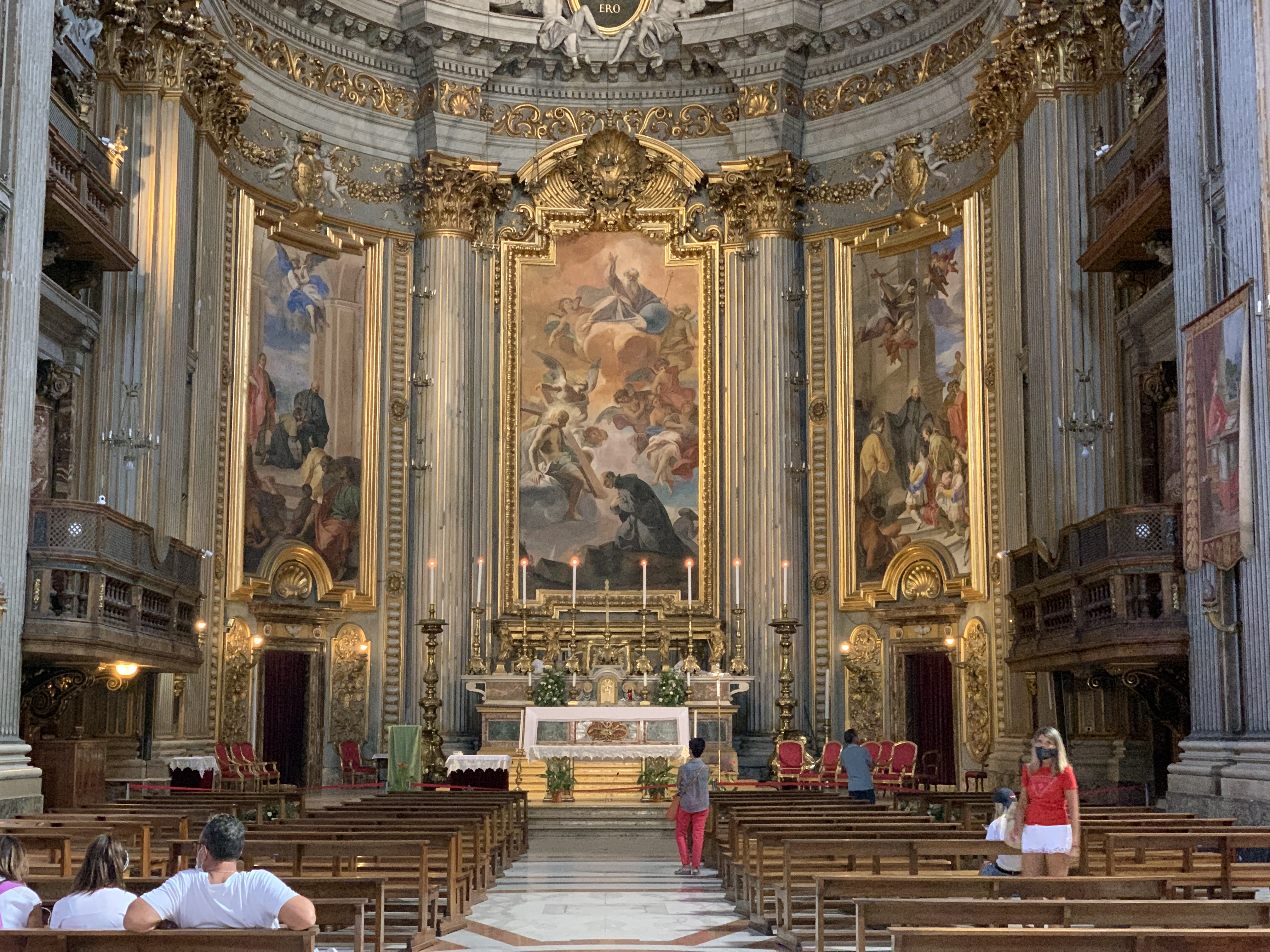
Апсида. Главный алтарь
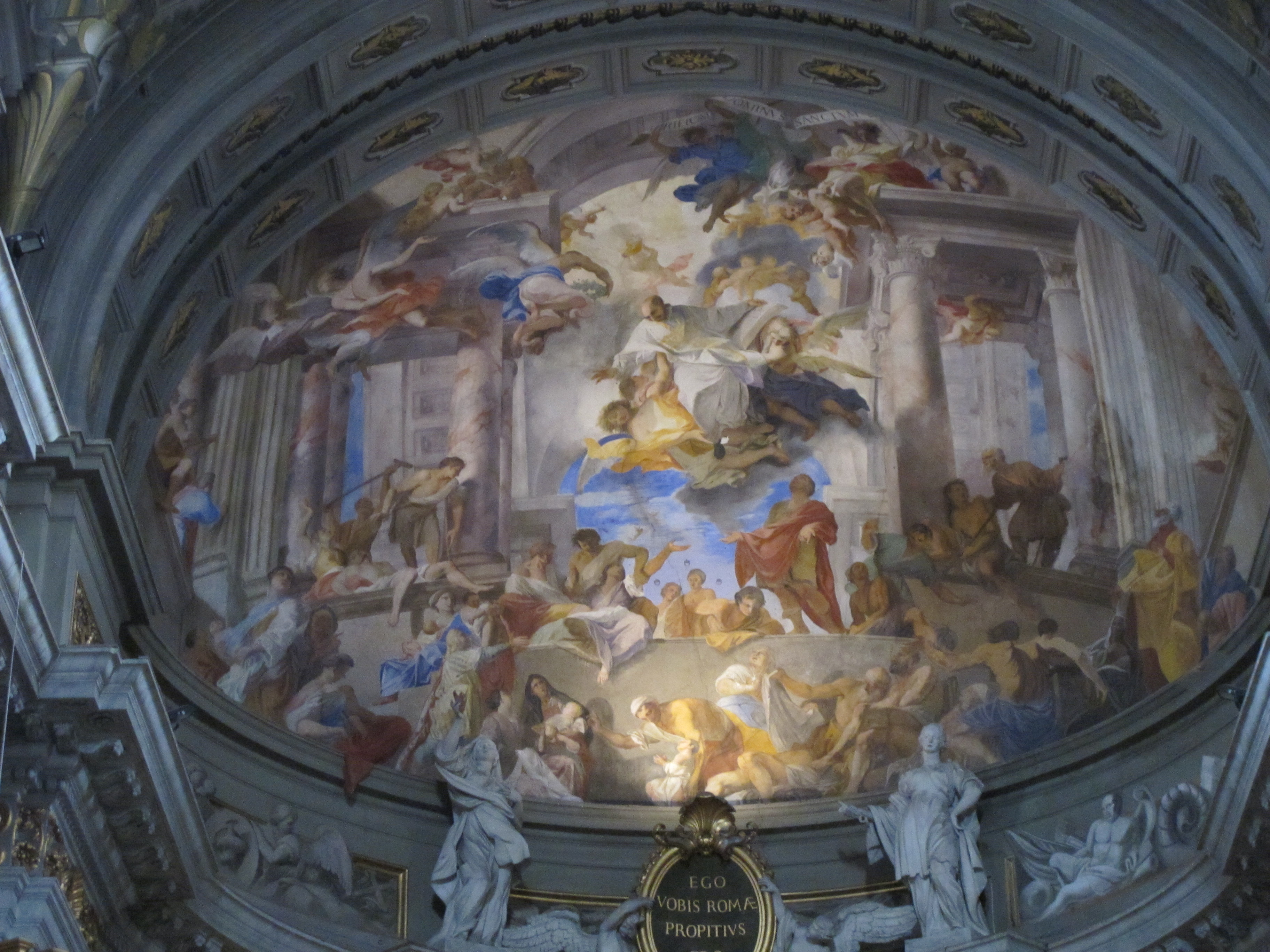
А. Поццо. Роспись конхи главного алтаря. 1685-1688
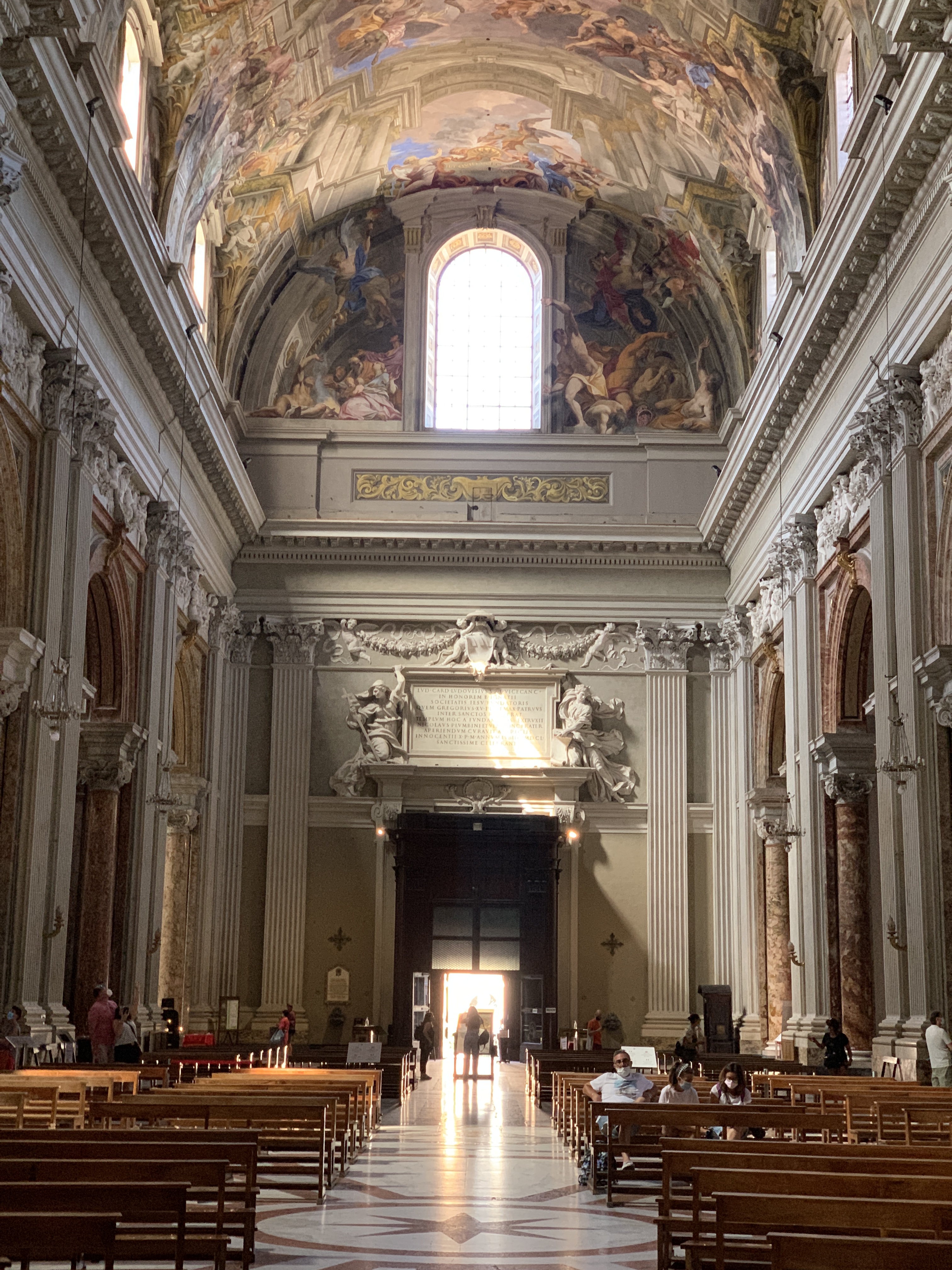
Контрфасад
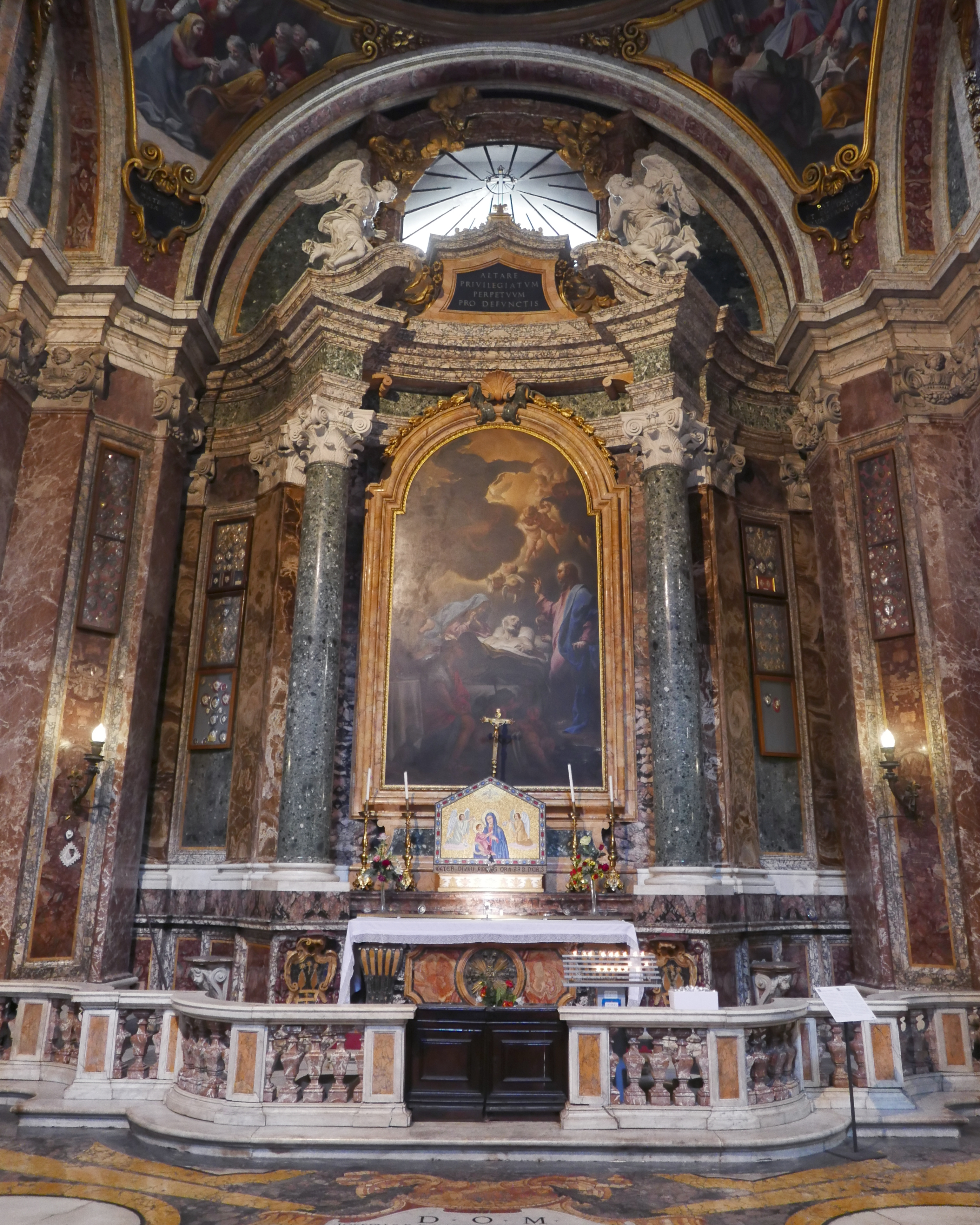
Капелла Сакрипанти
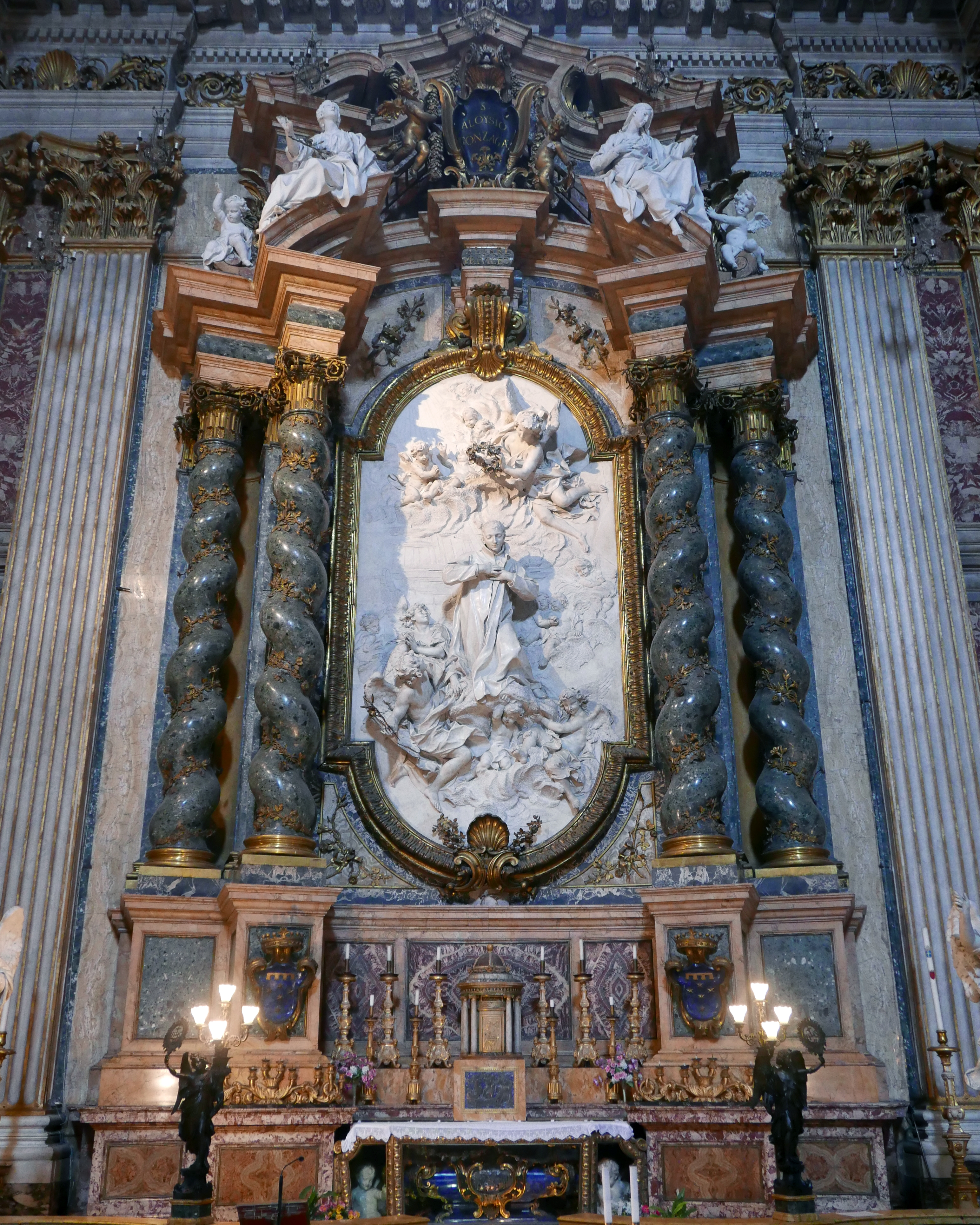
П. Легро Младший. Алтарь Святого Луиджи Гонзага. 1697—1699
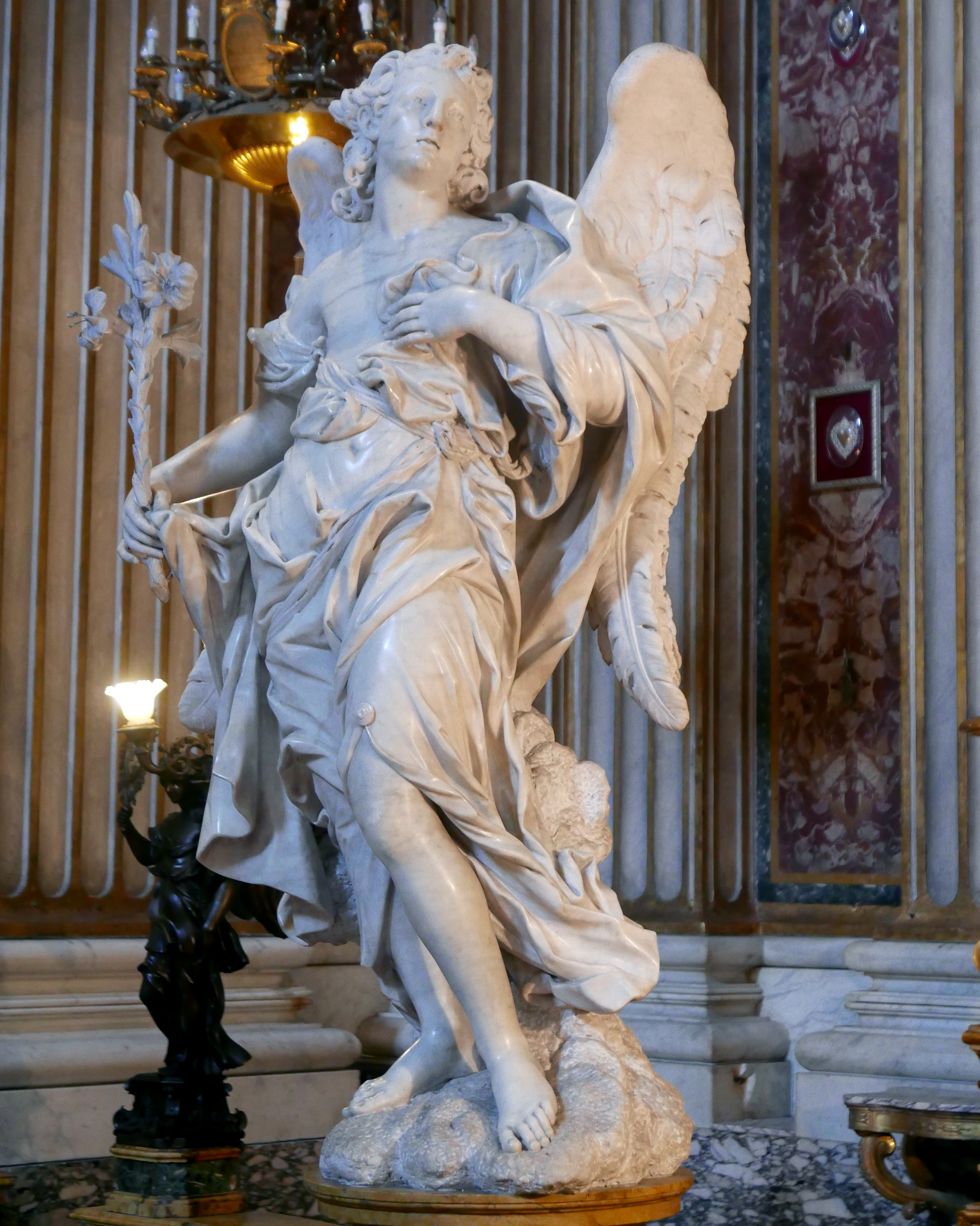
П. Легро Младший. Алтарь Святого Луиджи Гонзага. Статуя архангела Гавриила
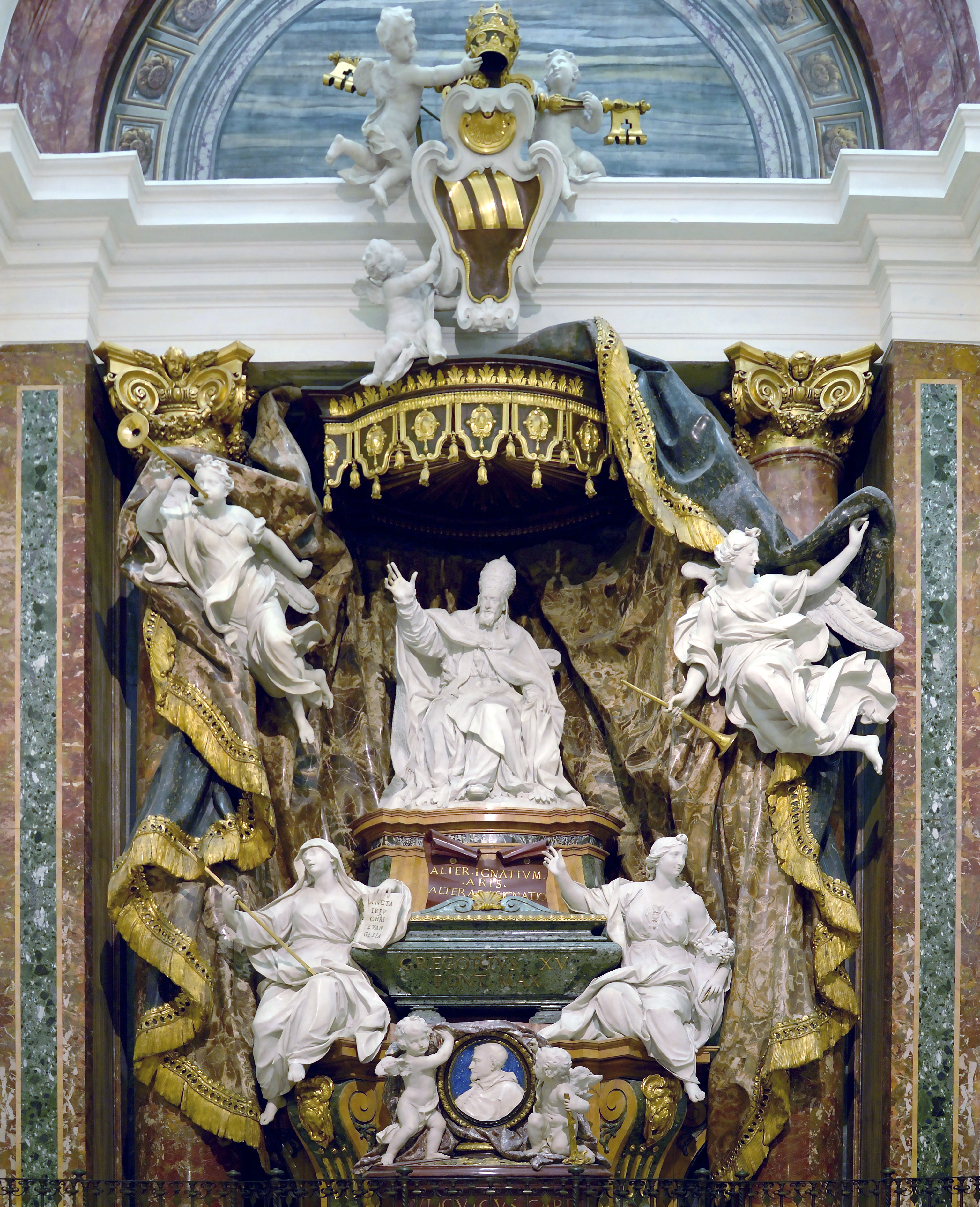
П. Легро Младший. Надгробие папы Григория XV и кардинала Лудовико Людовизи. 1709—1714

## Титулярная диакония
Церковь Святого Игнатия Лойолы является титулярной диаконией. С 21 февраля 2001 года кардинал-дьякон церкви — итальянский кардинал Роберто Туччи.